# R101 (IJmuiden)
De Recreatieve weg 101 (r101) is een weg bij in IJmuiden. De weg loopt vanaf de Amsterdamseweg, via de Parkweg naar de kruising met de r102 en de r103. Vanaf daar volgt de r101 nog enkele meters de De Nootstraat. De route is 1900 m lang.
Nieuwvliet: R101 · R102 · R103 · R104 · R105

Ommen: R101 · R102 · R103 · R104 · R105

Schouwen: R101 · R102 · R103 · R104 · R105 · R106 · R107 · R108 · R109 · R110 · R111 · R112

Spaarnwoude: R101 · R102 · R103 · R104 · R105 · R106

Voorthuizen: R101

IJmuiden: R101 · R102 · R103